# Tipula laterodentata
Tipula laterodentata är en tvåvingeart som beskrevs av Alexander 1950. Tipula laterodentata ingår i släktet Tipula och familjen storharkrankar.
Artens utbredningsområde är Nordkorea. Inga underarter finns listade i Catalogue of Life.